# 2003年至2004年達欣工程籃球隊賽季
2003-04賽季為達欣工程參與超級籃球聯賽（SBL）的第一年。